# America (album Modern Talking)
America – dziesiąty album niemieckiego zespołu Modern Talking, wydany 19 marca 2001 roku przez wytwórnię BMG. Album zawiera dwa przeboje:
- Win the Race
- Last Exit to Brooklyn

## Wyróżnienia
- Platynowa płyta:
  - Łotwa – album sprzedał się w ponad 14-tysięcznym nakładzie.
  - Niemcy
- Sprzedaż:
  - Rosja – album sprzedał się w 100-tysięcznym nakładzie.

## Lista utworów
CD (74321 84428 2) (BMG)	19.03.2001
| Nr  | Tytuł                        | Długość |
| --- | ---------------------------- | ------- |
| 1.  | Win the Race                 | 3:35    |
| 2.  | Last Exit to Brooklyn        | 3:16    |
| 3.  | Maria                        | 5:28    |
| 4.  | SMS to My Heart              | 3:17    |
| 5.  | Cinderella Girl              | 3:34    |
| 6.  | Why Does It Feel So Good     | 4:05    |
| 7.  | Rain in My Heart             | 3:47    |
| 8.  | Witchqueen of Eldorado       | 3:55    |
| 9.  | Run to You                   | 4:47    |
| 10. | America                      | 4:50    |
| 11. | For a Life Time              | 4:27    |
| 12. | From Coast to Coast          | 4:27    |
| 13. | There’s Something in the Air | 3:19    |
| 14. | I Need You Now               | 3:40    |
| 15. | New York City Girl           | 3:27    |
| 16. | Send Me a Letter From Heaven | 3:54    |

## Listy przebojów (2001)
| Państwo    | Najwyższe miejsce |
| ---------- | ----------------- |
| Austria    | 7                 |
| Bułgaria   | 1                 |
| Czechy     | 8                 |
| Estonia    | 2                 |
| Grecja     | 25                |
| Łotwa      | 1                 |
| Niemcy     | 2                 |
| Polska     | 19                |
| Słowacja   | 8                 |
| Szwajcaria | 10                |
| Szwecja    | 37                |
| Turcja     | 1                 |
| Węgry      | 5                 |

## Autorzy
- Muzyka: Dieter Bohlen z wyjątkiem utworu 14: Thomas Anders
- Autor tekstów: Dieter Bohlen z wyjątkiem utworu 14: Thomas Anders
- Wokalista: Thomas Anders
- Producent: Dieter Bohlen
- Aranżacja: Dieter Bohlen
- Współprodukcja: Axel Breitung (1/2/4/8), Thorsten Brotzmann (6/12), Luis Rodriguez (7), Bulent Aris (10), Elephant (13/15/16)
- Miksowanie utworów 3/5/9/11/14: Jeo i Lalo Titenkov